# University of Hawaii Press
University of Hawaii Press es una editorial universitaria que imprime artículos y ensayos universitarios, vinculada a la Universidad de Hawái. Fue fundada en 1947 con la intención de promover y difundir los resultados de las becas de investigación mediante la publicación de investigaciones actuales en todas las disciplinas, desde humanidades hasta ciencias naturales y sociales en las regiones de Asia y el Pacífico. Además de las monografías académicas, la prensa publica material didáctico y obras de referencia como diccionarios, textos lingüísticos, atlas y enciclopedias. En 2005, la University of Hawaii Press publicó más monografías académicas en inglés sobre China, Japón y Corea que cualquier otra editorial universitaria, y fue superada solo por Routledge entre todas las demás editoriales en inglés.
Las revistas académicas han sido parte de University of Hawaii Press desde el inicio del trabajo. La mayor parte de su presupuesto inaugural se asignó a la revista Pacific Science, cuya primera edición apareció en 1947, aunque recién se imprimió a partir de 1953, dos años después de que Philosophy East and West debutaran en la misma editorial.